# آوا نو تسوبونه
آوا نو تسوبونه (به ژاپنی: 阿波局 あわのつぼね)؛ تولد نامشخص – مرگ ۱۳ ژانویه ۱۲۲۷، یک زن از خاندان هوجو در اوایل دوره کاماکورا و دختر هوجو توکیماسا، نخستین شیکن (معاون شوگون) در شوگون‌سالاری کاماکورا بود. او خواهر هوجو ماساکو همسر میناموتو نو یوریتومو، خواهر هوجو یوشیتوکی و هوجو مونه‌توکی بود. او همسر برادر کوچکتر میناموتو نو یوریتومو به نام آنو زنجو بود.
علاوه بر این، یائه هیمه که مادر هوجو یاسوتوکی بود ابتدا همسر اول میناموتو نو یوریتومو بود بعد به ازدواج مردی دیگر درآمد که در جنگ کشته شد و سپس با دومین شیکن هوجو یوشیتوکی ازدواج کرد. یائه هیمه نیز «آوا نو تسوبونه» نامیده می‌شود، اما او فردی متفاوت است. همچنین این نظر وجود دارد که این نام به دلیل اینکه همزمان خاله (و همسر) و خواهر هوجو یوشیتوکی همین نام را داشته‌اند، نادرست است. ساکای کویچی همچنین می گیوید: «نکات زیادی وجود دارد که مشخص نیست یا نمی‌توان آنها را نشان داد.» پس از رد این فرضیه، او این فرضیه را مطرح کرد که او خواهر یوشیتوکی نیست بلکه همان شخص یائه هیمه، همسر اول میناموتو نو یوریتومو است. با این حال، واتانابه دایمون می‌گوید که هیچ پشتوانه تاریخی برای این فرضیه وجود ندارد و نکات زیادی وجود دارد که او نمی‌تواند با آنها موافق باشد و وجود یائه در وهله اول مشکوک است. گفته می‌شود که بسیار بعید است که یائه هیمه با پسر خواهر خود به یوشیتوکی ازدواج کرده باشد.
ساکای سوایچی نوشته است یائه هیمه پس از مرگ شوهرش اما نو جیرو در جنگ، با نام آوا نو تسوبونه در کاخ شوهر اولش یوریتومو شروع به کار کرد و با هوجو یوشیتوکی، که دارایی خاندان ساکای را به ارث برده بود، ازدواج کرد و هوجو یاسوتوکی بنا بر این فرضیه بعد از این ازدواج متولد شد. از سوی دیگر، واتانابه دایمون می‌گوید که فرضیه ساکای سوایچی فاقد پشتوانه تاریخی است و نکات زیادی وجود دارد که او نمی‌تواند با آنها موافق باشد و وجود یائه هیمه خود مشکوک است و اینکه یائه هیمه با هوجو یوشیتوکی ازدواج کرده است کاملاً غیر منطقی است.